# Luperina cuppes
Luperina cuppes är en fjärilsart som beskrevs av Dyar 1914. Luperina cuppes ingår i släktet Luperina och familjen nattflyn. Inga underarter finns listade i Catalogue of Life.